# Gebhard Paul Maria Sigl
Gebhard Paul Maria Sigl, à l'état-civil Gebhard Sigl, né le 22 octobre 1949 à Natters en Autriche est un prêtre catholique qui a cofondé en 1990 la Famille de Marie (aussi connue sous le nom Pro Deo et fratribus - Famille de Marie) avec Joseph Seidnitzer (de) et Pavol Mária Hnilica, évêque in partibus de Rusadus. À la suite d'une visite apostolique de la Famille de Marie, diligentée en 2021 en raison de graves dérives sectaires, il est écarté de l’œuvre, tout contact avec ses membres lui étant interdit. Le 18 septembre 2024, il est sanctionné par le Dicastère pour la Doctrine de la foi qui lui impose des restrictions de son ministère pour une durée de dix ans.

## Biographie
Gebhard Sigl naît le 22 octobre 1949 à Natters en Autriche. Il cofonde en 1972 l'Œuvre du Saint-Esprit (OSS) qui « fait partie de ces mouvements mariaux, né dans la poussée post-conciliaire, de matrice charismatique orientée vers le renouveau de l'Église. » L'autre cofondateur de l’œuvre est son mentor, le prêtre autrichien  Joseph Seidnitzer (de) (1920-1993) condamné dans les années 1950 et 1960 par des tribunaux autrichiens à des peines de prison pour de multiples viols sur des adolescents. Selon plusieurs témoignages, mégalomane notoire, Joseph Seidnitzer se considère comme le futur pape d'une Église renouvelée. Il prophétise ainsi en 1974 la fin du règne de Paul VI auquel il est promis à succéder en 1975 selon ses prédictions. Autour de lui se développe un culte de la personnalité par des adeptes persuadés qu'il porte des stigmates invisibles et reçoit des révélations du Ciel et qui reçoivent de lui les prénoms des apôtres, tel Gebhard Sigl, pressenti pour être son successeur à la tête du groupe, à qui il donne le prénom Paul. 
Gebhard Paul Maria Sigl reçoit de Seidnitzer une pseudo ordination « mystico-sacramentelle », ce dernier invoquant un « mandat divin » lui donnant, selon son expression, « la grâce sacramentelle d'évêque » à travers une bénédiction de Paul-Joseph Schmitt, évêque de Metz. Comme l'attestent des photographies prises à l'époque, Gebhard Paul Maria Sigl, alors qu'il n'est pas prêtre, célèbre des messes entre 1978 et 1982 aux côtés de Joseph Seidnitzer, lui-même suspens a divinis par l'évêque de Graz-Seckau, Johann Weber, par conséquent privé du droit de célébrer l'eucharistie,. Mis vraisemblablement au courant du passé criminel de Seidnitzer, le Vatican dissout l'Œuvre du Saint-Esprit en 1990.

## Création de la Famille de Marie -Pro Deo et fratribus
Gebhard Paul Maria Sigl cofonde en 1990 sur les cendres de l'Œuvre du Saint-Esprit la Famille de Marie avec Pavol Mária Hnilica, évêque slovaque titulaire de Rusadus, consacré en 1951 derrière le Rideau de fer dans des conditions douteuses,. La Famille de Marie se rattache à l’œuvre Pro Deo et fratribus que  Pavol Mária Hnilica avait fondée en 1968, organisation, qui aurait servi au transfert d’importantes sommes d’argent vers la Pologne (destinées au syndicat Solidarność) et divers pays d’Amérique latine afin d'y soutenir l'opposition anti-communiste. Elle perd en 1990 sa raison d'être,.
Joseph Seidnitzer est écarté et Gebhard Sigl, qui lui restera néanmoins fidèle jusqu'à sa mort en 1993, malgré la connaissance de son passé criminel, gouverne la nouvelle communauté, qui est reconnue par Rome en 1992, sous la houlette de Pavol Hnilica. Ce dernier ordonne secrètement la même année à Fátima cinq membres venant de l'OSS qui n'étaient passés par aucun séminaire, dont Gebhard Paul Maria Sigl.
La branche sacerdotale de la Famille de Marie est créée en 2008 sous le nom de L’Œuvre de Jésus Souverain Prêtre (Opus J.S.S.).
La Famille de Marie compte en 2023 plus de 60 prêtres, 30 séminaristes et « frères laïcs », 200 laïques consacrées. Elle est présente dans 11 pays : Italie, Allemagne, Autriche, Suisse, France, Hollande, Slovaquie, République tchèque, Russie, Kazakhstan et Uruguay.

## Apôtre de fausses apparitions
Gebhard Paul Maria Sigl fait entrer dans la Famille de Marie la « voyante » Theresa Lopez, qui, malgré la condamnation des apparitions de Denver en 1994 par l'évêque James Stafford, en fait la promotion lors de tournées de conférences destinées à attirer les dons en faveur de la communauté.
Il introduit également au sein de la Famille de Marie la dévotion à la « Dame de tous les Peuples » issue des prétendues apparitions d'Amsterdam de la voyante néerlandaise Ida Peerdemann, amie de Gebhard Paul Maria Sigl. Les apparitions sont condamnées en 2020 par la Congrégation pour la doctrine de la foi, les messages attribués à la Vierge Marie ayant été déclarés non-conformes à la doctrine catholique,.

## Mis en cause pour de graves dérives sectaires
D'anciens membres de la Famille de Marie dénoncent la « confusion entre le for interne et le for externe, entre le rôle spirituel et administratif : culte aveugle et inconditionnel du fondateur [Gebhard Paul Maria Sigl], manipulation mentale, anéantissement des personnalités et des consciences, mystification spirituelle, marginalisation des dissidents, pouvoir absolu sur les individus ». Adulé par ses adeptes, Sigl, qui se fait appeler « Padre », leur fait notamment croire qu'il est un fils spirituel de Padre Pio et prétend détenir un don de cardiognosie, c'est-à-dire de lecture des cœurs, charisme allégué qui lui permet de décider de la vocation des membres de la communauté. Il « marginalise ceux qui expriment une voix dissidente, dévalorise la personnalité des membres (surtout celle des femmes consacrées, vouées à la « sanctification des prêtres »), instille un concept d'obéissance absolue et de culpabilité, viole la liberté individuelle, principalement psychologique, en échange de l'offre d'une vie confortable, grâce aux importantes sommes d'argent, aux origines encore inconnues, qui affluent dans les caisses de la communauté. »
À la suite des signalements recueillis, une visite apostolique confiée à l'évêque émérite de Bari, Francesco Cacucci. est diligentée en 2021 par le Dicastère pour le clergé. À l'issue de l'enquête, gardée secrète par le Vatican, la Famille de Marie est mise sous tutelle en juin 2022 et Gebhard Paul Maria Sigl évincé, avec interdiction d’entrer en contact avec les membres de la communauté. Deux commissaires apostoliques sont nommés, Daniele Libanori (en), évêque auxiliaire de Rome et sœur Katarina Kristofová.
Selon Daniele Libanori, Gebhard Paul Maria Sigl a cherché à acquérir une île située dans les Côtes-d'Armor, que son propriétaire, dont la fille est entrée en 1998 dans la Famille de Marie, aurait eu l'intention de lui céder. Cette île est également utilisée par l'Alliance des cœurs unis, autre association catholique de groupes de prière ayant fait l'objet de signalements pour dérives sectaires.

## Sanctions canoniques
Le média Adista (it), révèle le 5 novembre 2024 que Gebhard Paul Maria Sigl a été déclaré par le Dicastère pour la Doctrine de la foi coupable, le 18 septembre précédent, d'« abus du ministère sacerdotal et/ou abus de fonction, ainsi qu'omissions dans l'accomplissement de sa charge ». La sentence, qui n'a pas été rendue publique par le Saint-Siège, mais qui a fait l'objet d'un communiqué sur le site de la communauté, lui interdit d'exercer quelque charge que ce soit dans la Famille de Marie ou d'approcher ses membres, et le prive de certains fonctions de son ministère comme la confession, la direction spirituelle et la prédication pour une durée de dix ans.

## Témoignage sur Gebhard Paul Maria Sigl
En juin 2024, la maison d'édition allemande Verlag Herder (de) publie le livre-témoignage d'une ancienne membre, Birgit Abele, qui a passé plus de 20 ans dans la Famille de Marie. Bien que la communauté soit désignée sous un autre nom, elle est facilement identifiable, ainsi que son fondateur « Père Bonifatius », alias Gebhard Paul Maria Sigl. Elle écrit dans son livre : « il [P. Bonifatius] a donc fait de son charisme particulier son seul guide. Et c’est là que je vois le problème : au lieu de soutenir les membres dans leur propre recherche de Dieu, le père Bonifatius s’est mis à la place de Dieu. Il est entré dans l’intimité spirituelle de l’individu et en a pris le contrôle. »,